# Drepanolejeunea inchoata
Drepanolejeunea inchoata là một loài Rêu trong họ Lejeuneaceae. Loài này được (C.F.W. Meissn.) Stephani mô tả khoa học đầu tiên năm 1890.